# Geometrijsko tijelo
Geometrijsko tijelo je omeđeni dio prostora. Geometrijska tijela dijele se na uglata i obla.

## Uglata geometrijska tijela

### Prizme
- Trostrana
- Četverostrana - kvadar
- Četverostrana - kocka
- Četverostrana
- Peterostrana
- Šesterostrana

### Piramide
- Trostrana
- Četverostrana
- Peterostrana
- Šesterostrana